# Giovanni Tamiotti
Giovanni Tamiotti (Rossa, 9 luglio 1831 – Rossa, 17 giugno 1916) è stato un militare italiano, conosciuto per essere il più anziano volontario a prestare servizio in Italia durante la prima guerra mondiale.

## Biografia

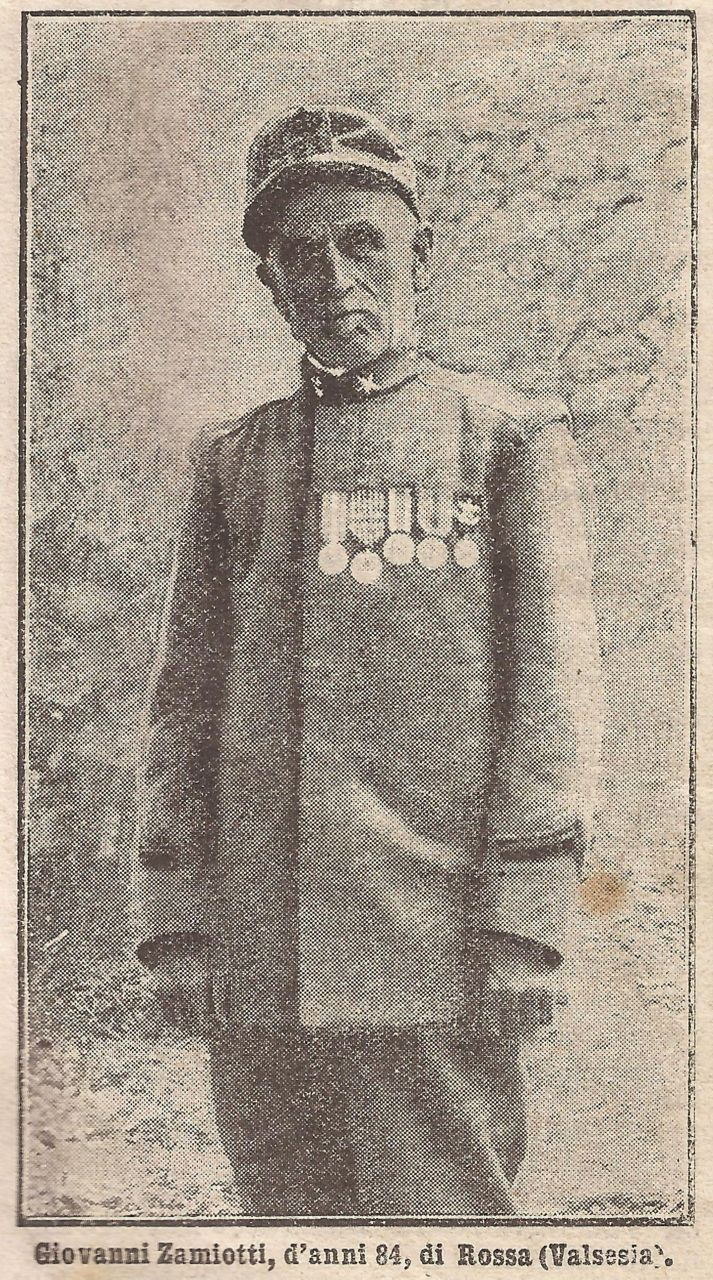
Giovanni Tamiotti sulla Domenica del Corriere

Nato a Rossa, in provincia di Vercelli, nell'allora Regno di Sardegna, da ragazzo emigrò in Francia presso altri conterranei al fine di apprendere il mestiere dello stuccatore. Allo scoppio della prima guerra d'indipendenza, nel 1848, fece ritorno in Piemonte e si arruolò come volontario a soli 17 anni nella Brigata "Aosta", prendendo parte a tutta la campagna fino alla sconfitta della battaglia di Novara. Dopo la guerra fece ritorno in Francia, a Nevers, dove si sposò e dove ancora oggi vivono i suoi eredi. Ritornato successivamente in Italia, prese casa a Balmuccia e visse commerciando in legname fino allo scoppio della prima guerra mondiale. All'inizio delle ostilità Tamiotti, all'età di 84 anni, percorse a piedi i 15 km che lo separavano da Varallo, dove con un treno raggiunse Novara per arruolarsi nel Regio Esercito e poter tornare a combattere nuovamente l'antico nemico austriaco. Venne inquadrato nel 23º Reggimento della Brigata "Como" e inviato a Cortina; dopo sei mesi fu congedato e fece ritorno a Rossa, dove morì, presumibilmente di infarto, all'età di 85 anni.
Divenne noto in seguito alla pubblicazione di un articolo sulla Domenica del Corriere n. 25 (20-27 giugno 1915) dedicato ai soldati più anziani del Regio Esercito, dal titolo "Capelli bianchi e cuori giovini", in cui si raccontavano brevemente le storie di tre volontari. Oltre a Tamiotti, si trattava del veneziano Edoardo Yäger, di 72 anni, e dell'adriese Giovanni Battista Donegà, di 64 anni.